# Cláudio Freire
Cláudio Freire, född 17 april 1957, är en friidrottare från Brasilien. Han deltog vid olympiska sommarspelen 1980.